# Hrabstwo Perth
Hrabstwo Perth (ang. Perth County) – jednostka administracyjna Kanadyjskiej prowincji Ontario leżąca w południowym Ontario.
Hrabstwo tworzą następujące ośrodki komunalne:
- North Perth
- Perth East
- Perth South
- St. Marys
- Stratford
- West Perth